# Лагода Валентин Костянтинович
Валенти́н Костянти́нович Лагода (Лагодзинський справжнє прізвище) (* 14 (27) травня 1913, Степанці Канівського повіту — нині Канівський район — † 10 січня 1991) — український поет-лірик, сатирик та гуморист та дитячий письменник.

## Життєпис
Походить з сім'ї службовця. Здобув середню освіту, закінчив Корсунський педагогічний технікум. Із 1930 року працює у періодичних виданнях — почав у Донецьку кореспондентом газети «Молодий робітник», згодом на радіо, одночасно навчаючись у Дніпропетровському університеті.
Входив до складу літературного об'єднання «Молодняк». 1931 року почав друкуватися.
Учасник Другої світової війни. Воював на Південному, Закавказькому, Північно-Кавказькому, Першому Українському фронтах.
Серед його творів — комедія «Заяча позиція»,
- «Квітень» — перша книжка поезій, 1953, наклад 5000,
- «За нашими Карпатами», 1954,
- «Що посієш, те й пожнеш» — 1955,
- «Мокрим рядном» — 1958,
- «Натхнення» — 1960,
- «Хоч круть, хоч верть» — 1962,
- «Деруни й розтягаї» — 1966,
- «Гаряча завивка» — 1968,
- «Віддамо належне» — 1967,
- «Сатана у целофані» — 1971,
- «Цвіт і тля» — 1973,
- «Спасибі за увагу» — 1976,
- «Вимушена посадка» — 1983,
- «Гумор, сатира, лірика» — 1983.

Писав і пісні — збірка «Над широким Дніпром» — 1978, загалом до чотирьох десятків, найвідоміша — «Побажання на прощання» у виконанні хору імені Григорія Верьовки: 
«І в вас, і в нас

Хай буде гаразд.

Щоб ви і ми

Щасливі були!»
В його доробку байки, гуморески, жарти, пародії, фейлетони. В сатирично-гумористичних творах висміював явища тогочасного життя — бракоробів, бюрократів, нероб, хапуг, міщанські звичаї в побуті. Перекладався на інші мови світу. Загалом вийшло друком близько 30 поетичних, пісенних, сатиричних і гумористичних книжок.